# Wanda Sá
Wanda Maria Ferreira de Sá (São Paulo, 1 de julho de 1944) é uma violonista e cantora de bossa nova e música popular brasileira. Em 28 de novembro de 2018, foi agraciada como cavaleira da Ordem do Mérito Cultural.

## Biografia
Seus pais trocaram São Paulo pelo Rio de Janeiro. Estudava balé e aos onze anos começou a tocar violão. Gostava de bossa nova, e durante a sua adolescência assistiu a muitos espetáculos. Sentava-se na primeira fila para memorizar os acordes do braço do violão. Foi aluna de Roberto Menescal. Em 1962 já era professora de violão da escola de música mantida por Menescal e Carlos Lyra, em Copacabana.
Iniciou a carreira artística em 1962. Em 1969, casou-se com o compositor Edu Lobo e passou a residir nos Estados Unidos, interrompendo a carreira até a separação do casal, em 1982. Wanda e Edu tiveram três filhos: Mariana, Bena Lobo e Isabel. Voltou ao Brasil decidida a prestar vestibular para o curso de Sociologia da Pontifícia Universidade Católica do Rio de Janeiro e retomou a carreira artística. Em 1985, tornou-se evangélica mas manteve sua carreira de cantora de música popular.

### Carreira
Em 1962 participou junto com Tom Jobim, Sérgio Mendes e o conjunto Bossa Rio, do programa de televisão (ao vivo) Dois no balanço, sob a direção de Luiz Carlos Miele e Ronaldo Bôscoli, na TV Excelsior. Em 1964, durante o antológico show O Fino da Bossa, no Teatro Paramount, atual Teatro Abril, de São Paulo, foi lançado seu LP Wanda Vagamente, produzido por Roberto Menescal e com a participação de Dom Um Romão, Edison Machado, os conjuntos de Luís Carlos Vinhas, Tenório Júnior e Sérgio Mendes, com os primeiros arranjos de Eumir Deodato (como Assim falou Zaratustra, arranjo feito para o filme 2001 - Uma odisseia no espaço, de 1968), constando também as primeiras composições de Edu Lobo, Francis Hime, Marcos Valle e Nelson Motta. Em 1998, seu LP Wanda vagamente foi lançado, em CD, no Japão.
Fez parte do conjunto musical Brasil 65 de Sérgio Mendes, com o qual excursionou nos Estados Unidos.
Participou dos songbooks de Tom Jobim, Vinicius de Moraes, João Donato, Marcos Valle e Chico Buarque. Também participou do CD "Revendo amigos", da cantora Joyce.
Em 2000, gravou, com Luís Carlos Vinhas, Tião Neto e João Cortez o CD Wanda Sá & Bossa Três.
Em 2001 participou, ao lado de Roberto Menescal, Marcos Valle e Danilo Caymmi, do Fare Festival, realizado em Pavia, na Itália, pela Società dell’Academia, em colaboração com a prefeitura da cidade. Nesse mesmo ano, lançou o CD Bossa entre amigos, gravado ao vivo com Roberto Menescal e Marcos Valle no Teatro Rival. No mesmo ano, seu disco Wanda Vagamente foi relançado em CD pela Dubas Música, com distribuição da Universal Music, acrescido de três faixas bônus: So nice, versão inglesa de Norman Gimbel para Samba de verão (de Marcos Valle e Paulo Sérgio Valle), Quiet nights of quiet stars, versão de Gene Lees para Corcovado (de Tom Jobim) e To say goodbye, versão de Lani Hall da canção Pra dizer adeus (Edu Lobo e Torquato Neto).
Em 2002, lançou o CD Domingo azul do mar. Nesse mesmo ano, realizou show de lançamento do disco no Bar do Tom, no Rio.
Gravou, em 2003, o CD Wanda Sá com João Donato.
Em 2004, apresentou-se, ao lado de Johnny Alf, João Donato, Carlos Lyra, Roberto Menescal, Leny Andrade, Pery Ribeiro, Durval Ferreira, Eliane Elias, Marcos Valle, Os Cariocas e Bossacucanova, no espetáculo Bossa Nova in Concert, realizado no Canecão (Rio de Janeiro). O show foi apresentado por Miele e contou com uma banda de apoio formada por Durval Ferreira (violão), Adriano Giffoni (contrabaixo), Márcio Bahia (bateria), Fernando Merlino (teclados), Ricardo Pontes (sax e flauta) e Jessé Sadoc (trompete).
Em 2005, apresentou-se no Bar do Tom, com o espetáculo Bênção Bossa Nova, ao lado de Roberto Menescal e Luís Carlos Miele. Nesse mesmo ano, gravou com Roberto Menescal o CD Swingueira, contendo canções de Roberto Menescal em parcerias com Ronaldo Bôscoli, Lula Freire, Chico Buarque), Billy Blanco, Baden Powell, Vinicius de Moraes, Pery Ribeiro e a própria Wanda Sá.
Lançou em 2006 o CD Bossa do Leblon, contendo, entre outras canções, Praia do Leblon, de sua parceria com o baterista e produtor japonês Kazuo Oshida.
Em 2007 lançou, com Roberto Menescal, o DVD Swingueira. Fez show na Modern Sound (RJ) ao lado de Roberto Menescal (violão e voz), Adriano Giffoni (contrabaixo), Adriano Souza (teclado) e João Cortez (bateria), com a participação especial de Miele. Nesse mesmo ano gravou suas mãos na Calçada da Fama, na Toca do Vinicius, em Ipanema (RJ). Ainda em 2007 participou do projeto Sarau da Pedra, realizado pelo Instituto Cultural Cravo Albin, com patrocínio da Repsol YPF e apoio da Biscoito Fino, na apresentação musical que celebrou a homenagem ao compositor Roberto Menescal. No mesmo ano, apresentou o show Bossa e Jazz no Armazém Digital (Rio de Janeiro), acompanhada pelo pianista Fernando Merlino e pelo baixista Dodo Ferreira.
Em 2008 participou do espetáculo Bossa nova 50 anos, realizado na praia de Ipanema, no Rio de Janeiro, em comemoração aos 50 anos da bossa nova e também celebrando o aniversário da cidade do Rio de Janeiro. Também no elenco, Roberto Menescal, Oscar Castro Neves, Carlos Lyra, Leila Pinheiro, Emílio Santiago, Zimbo Trio, Leny Andrade, Fernanda Takai, Maria Rita, João Donato, Joyce, Marcos Valle e Patrícia Alvi, Bossacucanova e Cris Delanno.
Celebrando os 46 anos do lançamento de seu disco de estréia, Wanda Vagamente, lançou, em 2010, em parceria com Roberto Menescal, o CD Declaração, que contou com a participação do contrabaixista Adriano Giffoni. O CD teve show de lançamento no Espaço Tom Jobim, no Rio de Janeiro.
Em 2012 lançou, em parceria com o grupo vocal Bebossa e o compositor Roberto Menescal, o CD A Galeria do Menescal, contendo exclusivamente canções de Menescal. Nesse mesmo ano dividiu o palco do Bar do Tom, no Rio, com grupo Os Cariocas, apresentando o show Para sempre Tom Jobim.
Em 2013 apresentou-se, ao lado de Roberto Menescal, no Instituto Cultural Cravo Albin, em show de abertura da exposição A magia do disco - André Midani. Em 2014 lançou, pelo selo Discobertas, a caixa Bossa Nova – Anos 60, com três CDs (Vagamente, Brasil 65 e Softly, os dois últimos inéditos no Brasil), em comemoração dos seus 50 anos de carreira. No mesmo ano estreou o show Wanda Sá e Os Cariocas, em homenagem aos 100 anos de Dorival Caymmi, no Tom Jazz, em São Paulo. Estreou também um show com Marcos Valle, no qual ambos comemoraram seus 50 anos de carreira. A apresentação aconteceu no Espaço Tom Jobim, no bairro do Jardim Botânico. No mesmo ano apresentou-se no projeto MPB – 12:30 em ponto no Centro Cultural Light.

## Participações
- 1997 - Mistura Fina (casa noturna do Rio), com Luiz Carlos Miéle
- 1998 - Estrada Tokyo-Rio - que marca as constantes apresentações da cantora no Japão
- 2001 - Pavia, Itália - Fare Festival - realizado pela Societá dell Academia
- 2004 - Canecão (casa de shows do Rio) - Bossa Nova in Concert - com Johnny Alf, João Donato, Carlos Lyra, Roberto Menescal, Leny Andrade, Pery Ribeiro, Durval Ferreira, Os Cariocas e outros
- 2005 - Bar do Tom (casa noturna do Rio) - Benção Bossa Nova com Roberto Menescal e Luís Carlos Miele.
- 2007 - Modern Sound - Roberto Menescal (violão e voz), Adriano Giffoni (contra-baixo), Adriano Souza (teclado) e João Cortez (bateria), com a participação de Luis Carlos Miele.

## Discografia
- 1964 - Wanda Vagamente - RGE
- 1965 - Brasil´65 - Wanda Sah featuring The Sérgio Mendes Trio - Capitol
- 1965 - Softly - Capitol
- 1992 - Brasil Bossa Nova - Pery Ribeiro, Wanda Sá e Osmar Milito
- 1994 - Brasileiras - Wanda Sá e Célia Vaz - CID
- 1995 - Eu e a música - Wanda Sá e Roberto Menescal - CID
- 1997 - Uma mistura fina - Roberto Menescal, Wanda Sá e Luís Carlos Miele - Albatroz
- 1998 - Estrada Tokyo-Rio - Roberto Menescal e Wanda Sá
- 2000 - Wanda Sá & Bossa Três - Abril Music
- 2001 - Relançamento Wanda Vagamente - Dubas Musical/Universal Music
- 2001 - Bossa entre Amigos - Roberto Menescal - Marcos Valle
- 2002 - Domingo azul do mar - DeckDisc
- 2003 - Wanda Sá com João Donato - DeckDisc
- 2004 - Jesusmania
- 2005 - Swingueira - Sony e BMG DVD)
- 2006 - Bossa do Leblon - DeckDisc
- 2007 - Disney Adventures in Bossanova - És tu meu Príncipe Azul (A Bela Adormecida)
- 2007 - Swingueira (Wanda Sá e Roberto Menescal) - Albatroz Music – CD
- 2010 - Declaração (Roberto Menescal e Wanda Sá) - Albatroz Music - CD
- 2013 - Box com 3 CDs Bossa anos 60 = Discobertas
- 2014 - Wanda Sá ao vivo Biscoito Fino - CD e DVD
- 2016 - Cá Entre Nós - CD
- 2018 - A Música de Tom e Vinicius - CD Biscoito Fino